# Parc de Carles I
El Parc de Carles I està situat a la Vila Olímpica del Poblenou de Barcelona. Va ser creat el 1992 segons un disseny de Pep Zazurca i Juli Laviña. Està dedicat a l'emperador Carles V, de qui es guarda bon record a la ciutat, i que en una visita efectuada el 1519 va comentar que preferia «ser comte de Barcelona abans que emperador de les Alemanyes».

## Història
Aquest parc procedeix de la renovació urbanística realitzada a la façana litoral amb motiu dels Jocs Olímpics de 1992, en uns terrenys anteriorment d'ús industrial, on també es van crear els parcs del Port Olímpic, de la Nova Icària, de les Cascades i del Poblenou.

## Descripció

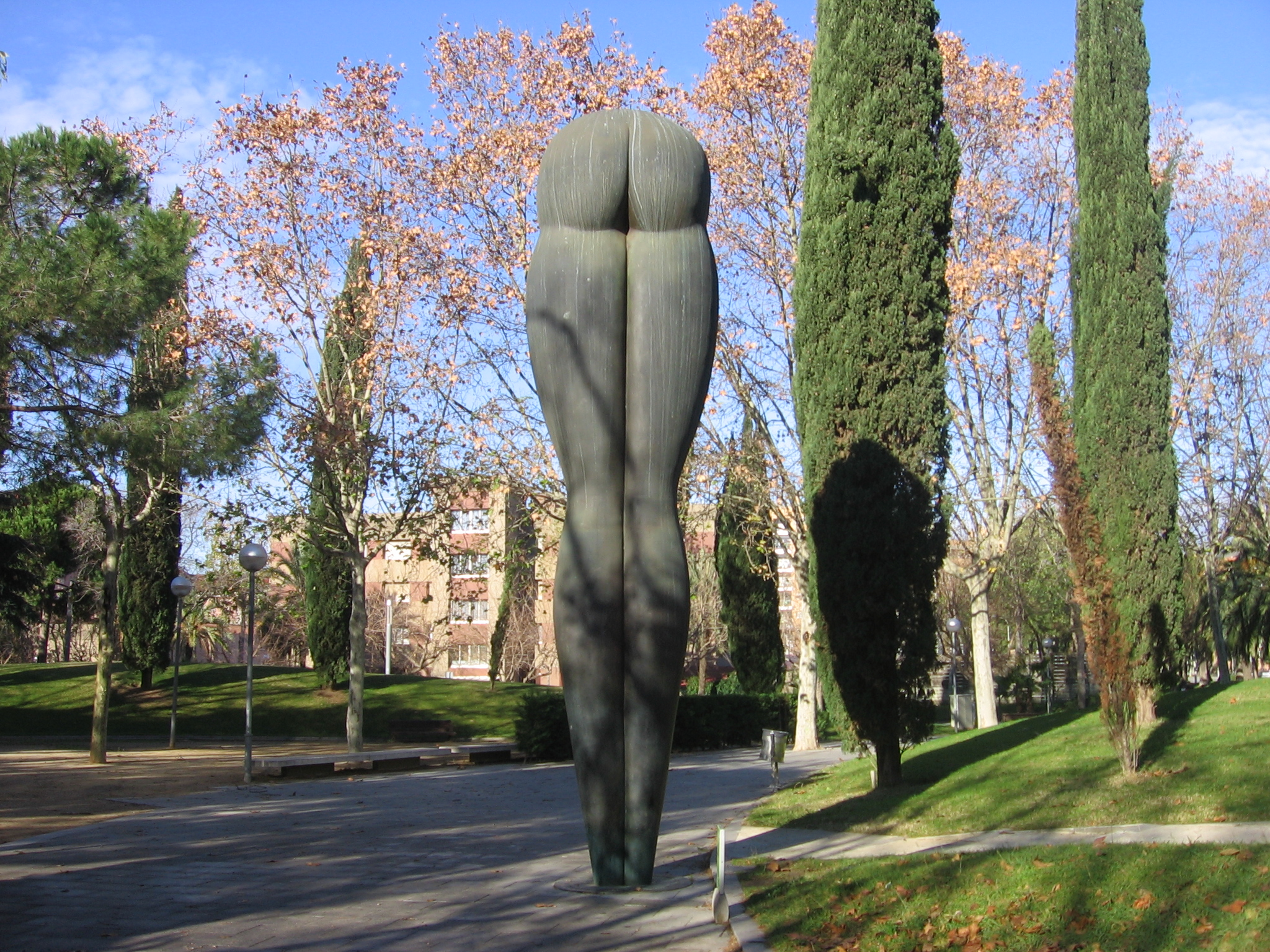
El cul (A Santiago Roldán), de Eduardo Úrculo

Està situat en plena Vila Olímpica, té una distribució irregular en el terreny, ja que està dividit en diverses seccions tallades pels carrers que el travessen: una delimita amb les vies del tren que porten a l'Estació de França i que es soterren en aquest punt, així com els carrers de Moscou, Ramon Trias Fargas i l'avinguda d'Icària; una altra es troba a aquesta entre els carrers de Ramon Trias Fargas i Marina; i l'altre entre els carrers de Marina, Moscou i Doctor Trueta.
El parc té forma de grill de taronja, i pel seu cercle exterior discorre un canal d'aigua que es veu interromput pels carrers que el creuen, en un dels seus punts en forma de cascada degut al desnivell, i que compta amb diversos ponts per a travessar-lo. Hi ha també dunes de gespa que aïllen l'entorn del soroll circumdant, jalonades de fileres de plàtans i coronades per xiprers. Entre aquests elements vegetals es troba l'escultura El cul (A Santiago Roldán) (1999), d'Eduardo Úrculo, una obra de bronze de 6,5 m d'altura.
Entre les espècies presents es troben: el xiprer (Cupressus sempervirens), el pi blanc (Pinus halepensis), el pi pinyoner (Pinus pinea), el taronger (Citrus aurantium), la magnòlia (Magnolia grandiflora), el plàtan (Platanus x hispanica), la palmera datilera (Phoenix dactylifera), la palmera canària (Phoenix canariensis), la washingtònia (Washingtonia robusta), el cedre de l'Himàlaia (Cedrus deodara), l'om de Sibèria (Ulmus pumila), el desmai (Salix babylonica), la morera blanca (Morus alba) i l'olivera (Olea europaea).